# Distrito de Aco (Concepción)
El Distrito de Aco es uno de los quince distritos que conforman la Provincia de Concepción del Departamento de Junín, bajo la administración del  Gobierno Regional de Junín, en centro del Perú. 
Desde el punto de vista jerárquico de la Iglesia católica forma parte de la Arquidiócesis de Huancayo.

## Historia
El distrito fue creado mediante Ley del 3 de diciembre de 1917, en el gobierno del Presidente José Pardo y Barreda.

## Geografía
Tiene una superficie de 1000
,8 km².
El distrito de Aco se caracteriza por ser un pueblo de eminentes artesanos, también están dedicados al trabajo del campo, y muchos de sus habitantes han emigrado a distintas partes del interior del país principalmente a Lima y a los asientos mineros, además un pequeño porcentaje al extranjero.

## Capital
La capital del distrito es la localidad de Aco. Cuenta con tres centros educativos, dos de nivel primario y uno de secundaria, cuenta con servicio de saneamiento, agua, desagüe parcialmente desarrollado, teléfonos, Internet, etc.

## Autoridades

### Municipales
- 2023 - 2026
  - Alcalde: Antonio Modoaldo Verastegui Aguilar, Sierra y Selva Contigo Peru (JxJ).
  - Trabajadores: Cesario Domingo Huayre Martinez (JxJ), Neyra Martinez Crispin (jxj), Magno Efraií Tacza Rojas (jxj), Katy Chuquillanqui Inga (JxJ), Yudith Dionisio Caja (JxJ), Mishel Coyutupac Cordova (JxJ).

- 2019 - 2022
- 2015 - 2018[2]
  - Alcalde: Hernán Tacza Flores, movimiento Juntos por Junín (JxJ).
  - Regidores: Pedro Jaime Yupanqui Aguilar (JxJ), Reynaldo Verástegui Galarza (JxJ), Magno Efraií Tacza Rojas (JxJ), Katia Nataly Salas Paredes (JxJ), Gerardo Eloy López Aquino (Fuerza Popular).
- 2011-2014[3]
  - Alcalde: Juvenal Faustino Aguilar Ruiz, Movimiento Independiente Unidos por Junín, Sierra y Selva (MIUPJSS).
  - Regidores: Rodolfo Julcapari Inga (MIUPJSS), José Jesús Inga Galarza (MIUPJSS), Carmen del Pilar Vetanzo Paulino (MIUPJSS), Jacinto Guillermo Rojas Aranda (MIUPJSS), Teodoro Víctor Tantavilca Chuquillanqui (Convergencia Regional Descentralista).
- 2007-2010
  - Alcalde: Hernán Tacza Flores.
- 2003 - 2006
  - Alcalde: Eleuterio Yauri T.

### Policiales
- Comisario:  PNP

### Religiosas
- Arquiiócesis de Huancayo[4]
  - Arzobispo: Mons. Pedro Barrego Jimeno, SJ.
- Parroquia 
  - Párroco: Prb. .

## Festividades
Sus principales fiestas son dedicadas a su patrón San Isidro el 10 de julio y también a Santiago más conocido como "Tayta Shanti", los primeros días del mes de agosto, además tienen otras celebraciones a lo largo del año.